# Thomas Linacre
Thomas Linacre, také Lynaker (cca 1460,? Canterbury, Anglie – 20. října 1524) byl anglický humanista a lékař. Jeho jméno dnes nese Canterbury Linacre College v Oxfordu a Linacre House King. Jako lékař a znalec klasiků, přišel do Florencie z Canterbury, kde se zdokonaloval v medicíně a studoval řečtinu a latinu. Překládal a publikoval traktáty Claudia Galéna do latiny.